# Николенко, Павел Евменьевич
Па́вел Евме́ньевич Нико́ленко (1870 — после 1917) — член III Государственной Думы от Подольской губернии, крестьянин.

## Биография

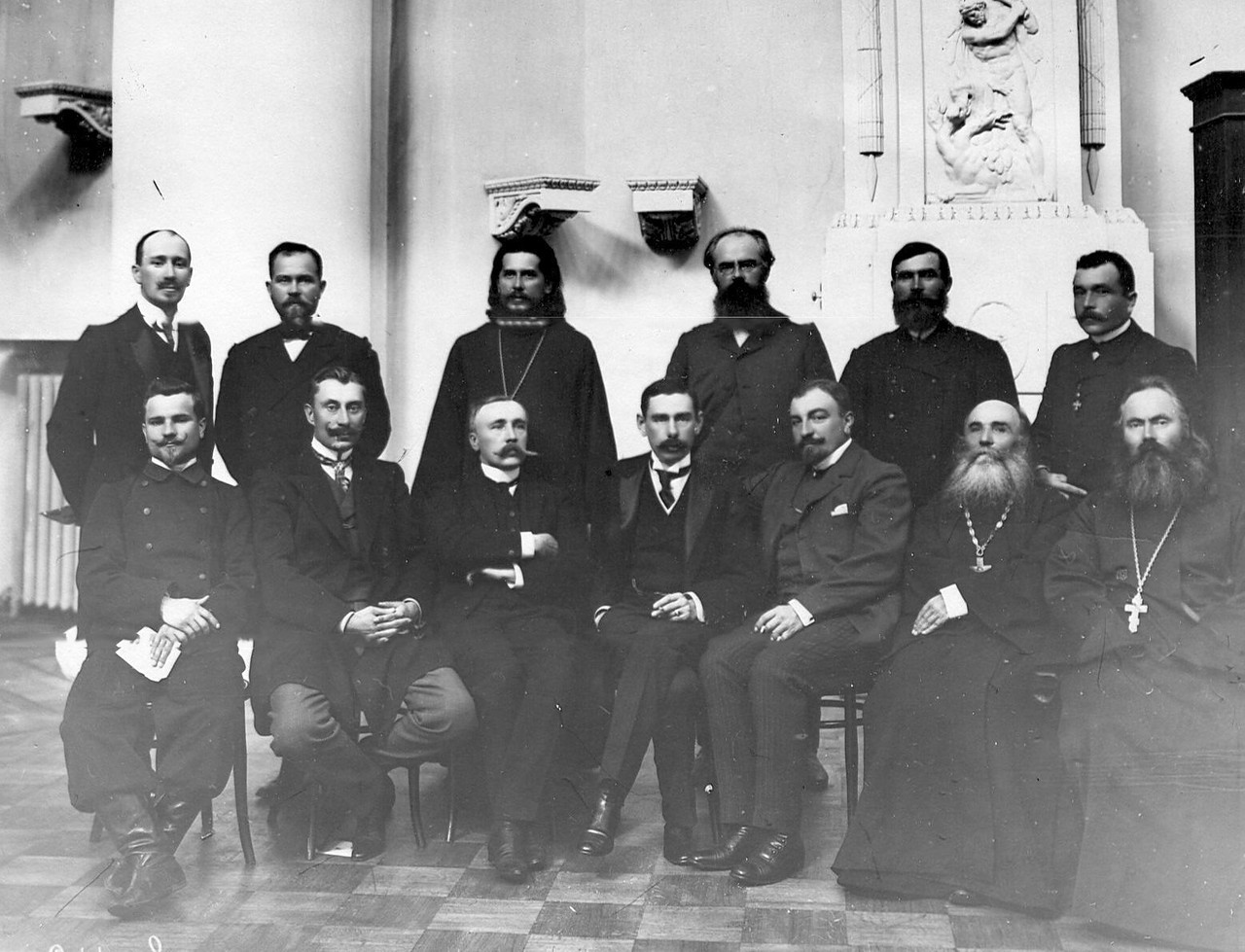
Депутаты Государственной думы Российской империи III созыва, от Подольской губернии. Сидят: Андрийчук Г. А., Потоцкий А. А., Червинский Г. Е., Балашёв П. Н., Гижицкий А. С., Маньковский Г. Т., Сендерко М. И.; стоят: Чихачёв Д. Н., Пахальчак В. К., Подольский В. И., Балаклеев И. И., Николенко П. Е., Галущак С. О.

Православный, крестьянин села Флиорина Бершадской волости Ольгопольского уезда.
Окончил церковно-приходскую школу. Владел 1½ десятинами приобретенной земли (а также 3,5 надельной), занимался земледелием. До избрания в Думу служил сборщиком податей при волостном правлении. Был женат.
В 1907 году был избран членом III Государственной думы от Подольской губернии. Входил во фракцию умеренно-правых, с 3-й сессии — в русскую национальную фракцию. Беспартийный. Состоял членом комиссий: по местному самоуправлению, по делам православной церкви, о торговле и промышленности, для выработки законопроекта об изменениях действующего законодательства о крестьянах.
Судьба после 1917 года неизвестна.